# Calmels-et-le-Viala
 Calmels-et-le-Viala  là một xã ở tỉnh Aveyron, thuộc vùng Occitanie ở miền nam nước Pháp.